# Fortificaciones de Micenas
Las fortificaciones de Micenas protegen la antigua ciudad de Micenas, un importante centro de la Grecia continental en el II milenio a. C. Formadas por enormes bloques de piedra, un tipo de construcción conocida como construcción ciclópea, las fortificaciones de la ciudad son características de los yacimientos mejor conservados de la civilización micénica.
El sitio, habitado desde el Neolítico, fue sólidamente fortificado a partir del siglo XIV a. C., al comienzo del apogeo del poder micénico (Heládico IIIA). Posteriormente, el recinto fue ampliamente modificado y ampliado hacia el suroeste a mediados del siglo XIII a. C. Las tumbas reales del Círculo A se encerraron entonces en el nuevo recinto, cerca de la nueva entrada principal a la ciudad, la Puerta de los Leones. Finalmente, unos cincuenta años más tarde, el punto noreste del recinto fue remodelado y ampliado para incorporar una cisterna subterránea a la ciudadela. Al igual que el resto de los yacimientos de la civilización micénica, la poderosa ciudad mostró varios signos de destrucción entre finales del siglo XIII a. C. y principios del siglo XI a. C. (Heládico reciente IIIC). Sus causas siguen siendo objeto de debate: invasiones extranjeras, terremotos, incendios o conflictos internos. Micenas se convirtió en una ciudad menor a partir de entonces, y sus fortificaciones fueron destruidas tras el saqueo de la ciudad por Argos en el 468 a. C., a pesar de algunos intentos de reparación en el siglo III a. C.
El contorno de las murallas sigue el afloramiento rocoso durante unos 900 m de perímetro, abarcando la cima de la colina sobre la que se asienta la ciudad, cubriendo un área de unos 30 000 m2. La altura de las murallas es desconocida, alcanzando los restos más altos de época micénica los 8,25 m de altura. Tres estilos de construcción están presentes en el yacimiento: el aparato ciclópeo propiamente dicho, el aparejo pseudoisódomo y el aparejo poligonal.
Las ruinas de las fortificaciones se conocen desde la antigüedad, y fueron descritas por Pausanias en el año siglo II d. C. Las primeras excavaciones tuvieron lugar en 1841 y el yacimiento se ha estudiado en detalle desde 1876, cuando el arqueólogo alemán Heinrich Schliemann hizo sus primeros descubrimientos.
Las fortificaciones de Micenas, al igual que la ciudad en su conjunto, son parte del conjunto «Sitios arqueológicos de Micenas y Tirinto», inscrito desde 1999 en la Lista del Patrimonio Mundial de la Organización de las Naciones Unidas para la Educación, la Ciencia y la Cultura (UNESCO).

## Contexto

### Contexto mitológico
Según los autores antiguos, la ciudad de Micenas fue fundada por Perseo, hijo de Zeus, y Dánae, hija de Acrisio, rey de Argos. Tras matar a su abuelo por accidente, Perseo cambió Argos por su primo Megapentes, rey de Tirinto. Tras convertirse en rey de Tirinto, fundó Micenas.
Perseo pidió a los cíclopes, gigantes de fuerza sobrehumana que construyeron Tirinto, que construyeran murallas para Micenas. Para los griegos de la época clásica, los grandes bloques de piedra utilizados solo podían haber sido ensamblados por estos gigantes, de ahí el nombre de "muros ciclópeos. Según Eurípides, las murallas de la ciudad se elevaban «hasta el cielo». Para Homero, en la Ilíada, Micenas es la «ciudad fuerte y bien construida», cuyo rey, Agamenón, es el líder de los aqueos por su poder.
El nieto de Agamenón, Tisámeno , fue el último rey de Micenas, derrotado por los dorios, dirigidos por el heráclida Témeno. La ciudad fue incendiada y quedó bajo la influencia de su vecina Argos, de la que Temenos se había convertido en rey. Entre la fundación de la ciudad por Perseo y el regreso de los heráclidas hubo seis o siete generaciones, que, según el arqueólogo Georgios Mylonas, es lo que duró la existencia de la Micenas histórica.

### Contexto geográfico e histórico

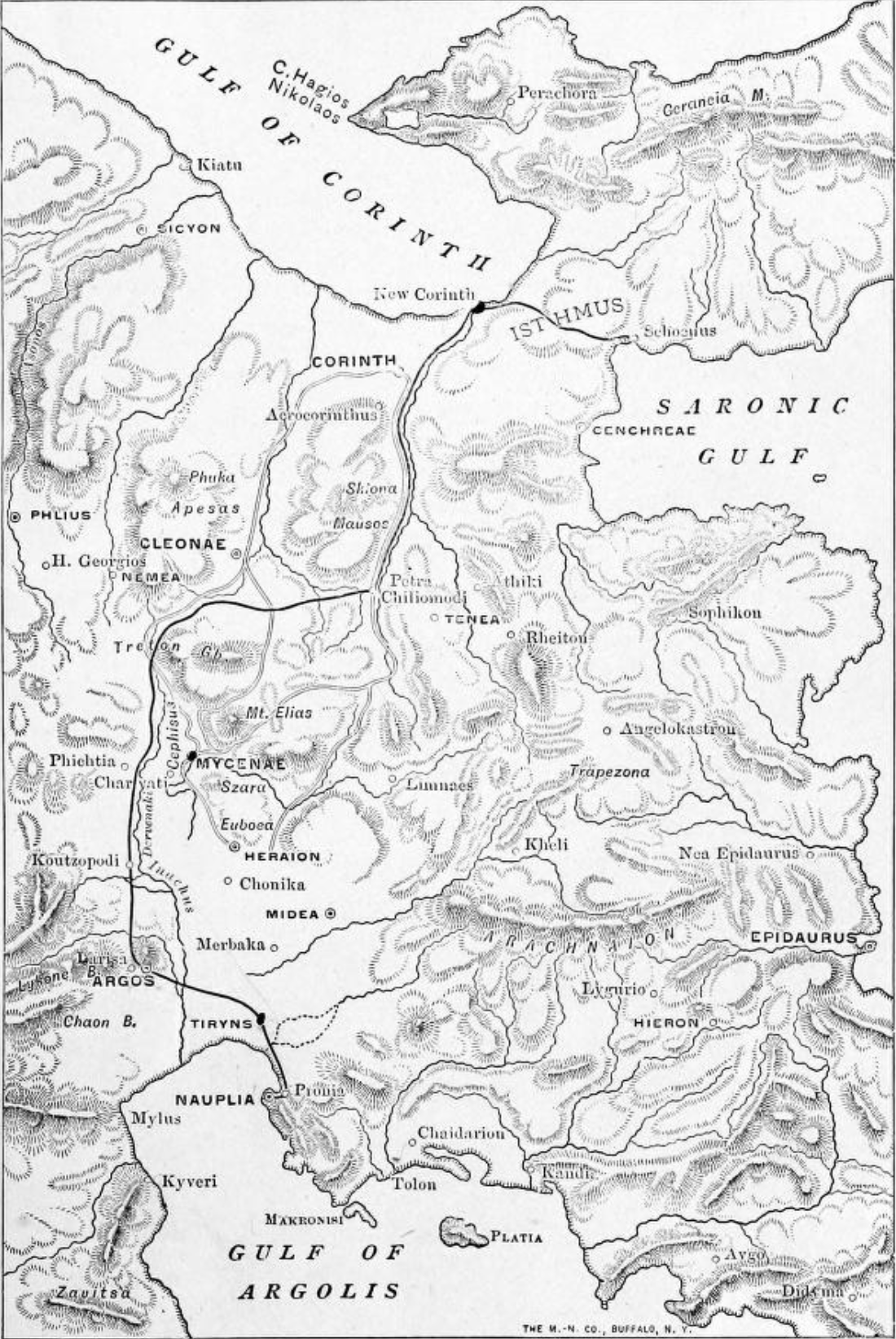
Mapa de la Argólida durante el periodo micénico.

La ciudad de Micenas está situada en el Peloponeso oriental, sobre una colina que domina el extremo noreste de la fértil llanura de Argos. Esta posición le permitía controlar las rutas comerciales, en particular el desfiladero de Dervénakia, única vía de acceso al istmo de Corinto y al resto de la Grecia continental. La colina está rodeada por dos picos más altos: el monte Profitis Ilias al norte y el monte Zara al sur, de los que está separada por dos barrancos escarpados, el Kokoretsa al norte y el Chavos al este y al sur.
Desde finales del Neolítico y principios del Heládico temprano (alrededor del 3200-3000 a. C.), se comprendió la importancia estratégica de la colina y se encontraron los primeros vestigios de ocupación en su cima. Las murallas más antiguas datan del periodo Heládico Medio y son los restos de una vasta residencia real, o incluso de un palacio. El arqueólogo británico Alan Wace vio en un muro cercano a este palacio las ruinas de la primera fortificación de la colina. En 1961, el arqueólogo griego Georgios Mylonas demostró que se trataba en realidad de un muro de contención.
Bajo la influencia cultural e incluso política de la Creta minoica, varias ciudades del continente griego se desarrollaron durante el período Heládico medio, especialmente Micenas, Tirinto, Orcómeno y Tebas. El declive gradual del poder minoico, a partir del 1600 a. C. y especialmente a partir del 1450 a. C., provocó un aumento del poder de las ciudades continentales y de la competencia entre ellas, con un sentimiento general de inseguridad, que dio lugar a la fortificación sistemática de los centros urbanos. En Micenas, como en las demás ciudades del Peloponeso de la época, las primeras fortificaciones no se construyeron antes del Heládico reciente, como muy pronto en 1380 a. C. Entre estas ciudades, Micenas era la que ostentaba un lugar preponderante.

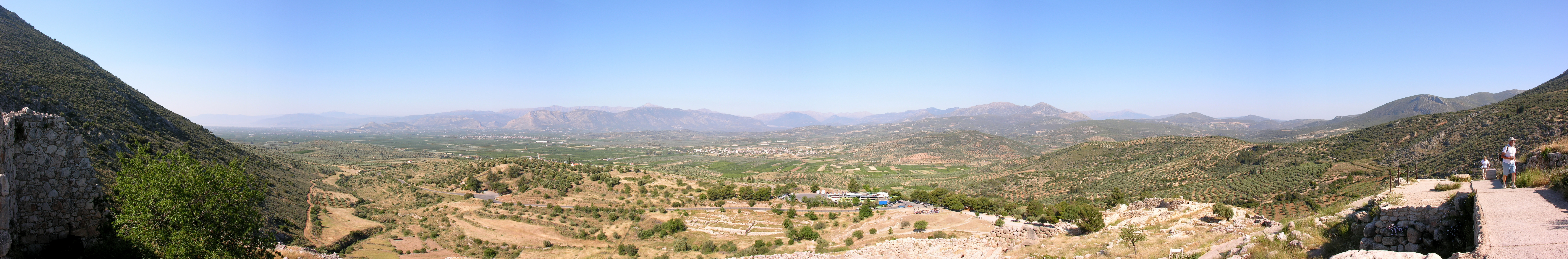
Panorama de la llanura de Argos, desde las ruinas del palacio de Micenas. En primer plano se ve la muralla ciclópea de la ciudadela y la parte posterior de la Puerta de los Leones.

Los periodos Heládico III A y B tardíos, que abarcan los siglos XIV y XIII a. C., se consideran el apogeo del poder micénico, conocido como periodo "palacial". La ciudad micénica obtenía su poder de su posición de control de las rutas comerciales —Homero la describe varias veces en la Ilíada como «rica en oro»— y de las fértiles llanuras de la Argólida, por lo que sintió la necesidad de construir una muralla alrededor del complejo palaciial que concentraba el corazón de su poder.El primer recinto data del Heládico reciente IIIA2 ((mediados del siglo XIV a. C.). Los gobernantes micénicos pusieron en marcha un ambicioso programa de construcción en la cima de la colina, alterando profundamente su aspecto mediante la construcción de terrazas artificiales para sostener un vasto palacio. A principios del Heládico reciente IIIB, hacia 1250 a. C., el recinto fue remodelado, ampliándose hacia el sur y el oeste para abarcar nuevos edificios, así como el círculo de tumbas A, y tiene una entrada monumental, la Puerta de los Leones.
A finales de la época heládica tardía IIIB, en el espacio de tres a cinco décadas (entre 1230 y 1180 a. C., aproximadamente), la ciudad de Micenas sufrió dos grandes destrucciones, que marcaron el inicio del declive gradual pero definitivo del poder micénico. La causa de la destrucción de los yacimientos micénicos en general, y de Micenas en particular, entre finales del siglo XIII y el siglo XI} a. C. . sigue siendo objeto de debate y se inscribe en el contexto del colapso de la colapso de la Edad del Bronce Final, durante el cual varias culturas del Mediterráneo oriental —entre ellas el Imperio hitita en Anatolia y el Imperio Nuevo de Egipto— se debilitaron o incluso desaparecieron. Entre las hipótesis barajadas figuran los ataques de pequeños grupos de "dorios" (tesis defendida por Georgios Mylonas  y Carl Blegen), los conflictos sociales internos (defendidos por John Chadwick) y los terremotos (defendidos por Spýros Iakovídis  y Elizabeth French. Es probable que varios factores, y no uno solo, contribuyeran al declive y posterior caída del poder micénico.
En cuanto a la ciudadela de Micenas, Mylonas atribuye la destrucción de varios edificios a finales del Heládico IIIB1 (hacia 1230 a. C.), Iakovídis  y French a un terremoto, basándose en sus observaciones arqueológicas. Wace demostró que la vasta destrucción de finales del Heládico IIIB2 (hacia 1200-1180 a. C.) fue el resultado de uno o varios incendios catastróficos. Aunque Mylonas e Iakovídis defendieron la hipótesis de un ataque externo en los años sesenta, el hecho de que el ataque se llevara a cabo desde el exterior no es la única razón, este último ha evolucionado algunos años más tarde, seguido por French. Aunque es difícil establecer con certeza si precedió o siguió inmediatamente a esta gran destrucción, De esta época data la ampliación noreste del recinto amurallado, destinada a proteger el acceso a la cisterna subterránea. Según Mylonas, fue la última construcción de envergadura de los micénicos. Por lo tanto, estas obras podrían considerarse una demostración del poder de los reyes micénicos. Sin embargo, como al parecer estaban destinados a aumentar la seguridad de los ocupantes del lugar, pueden haber sido más bien una respuesta a la inestabilidad que parece haberse instalado durante este período, cuando comenzó o se aceleró el declive de la civilización micénica.
Estas dos catástrofes sucesivas marcan el final del periodo palacial y el comienzo del periodo postpalacial, correspondiente al Heládico reciente IIIC (siglos XI y principios del XI a. C.). Tras un breve periodo, la colina fue reocupada y luego destruida de nuevo hacia 1100-1080 a. C., según French. Con el debilitamiento gradual del poder de los señores de Micenas durante el siglo XI a. C., esta tercera oleada de destrucción llevó a muchos micénicos a abandonar la colina, así como la mayoría de los yacimientos micénicos de todo el Peloponeso y Ática, y las características de la civilización micénica fueron disminuyendo y desapareciendo.

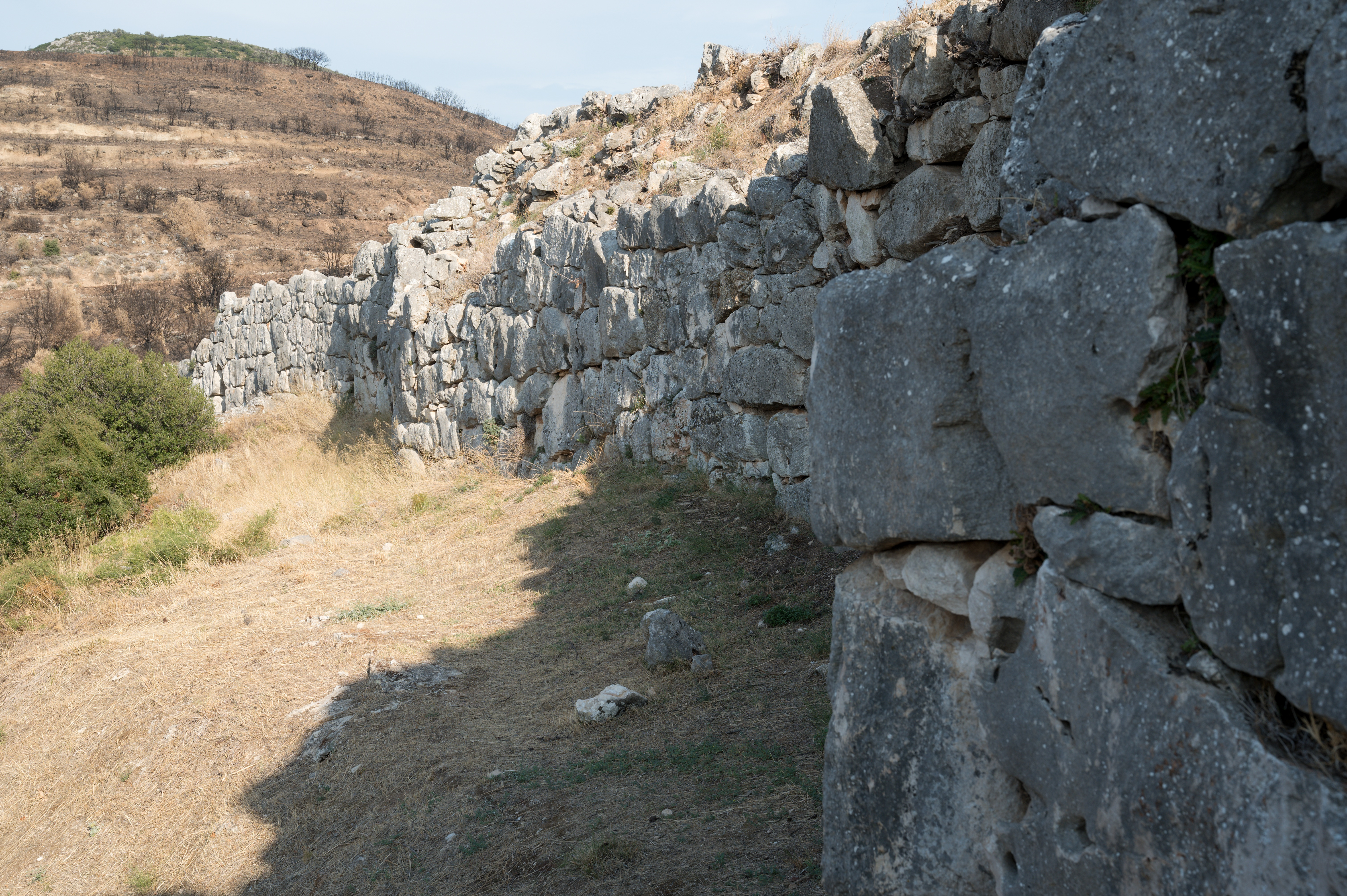
Ruinas de la muralla ciclópea que protegía el norte de la colina.

Las pruebas arqueológicas apuntan a una ocupación reducida pero relativamente continua de la ciudadela durante los periodos protogeométrico y geométrico, tanto es así que, a principios de la época clásica, Micenas era una ciudad menor, dominada por su poderosa vecina Argos. Sin embargo, participó en la segunda guerra médica. Envió un contingente de 80 hombres a la batalla de las Termópilas en 480 a. C., y al año siguiente formó un ejército de 400 soldados con Tirinto para luchar en Platea. Pausanias y Diodoro Sículo vieron esta participación como un intento de emancipar Micenas del control de Argos, que se había negado a participar en la guerra contra los persas: Micenas fue atacada y asediada por Argos en el 468 a. C., y la hambruna obligó a los micénicos a rendirse. La ciudad y sus fortificaciones fueron arrasadas por los argivos. Las fortificaciones fueron desmanteladas y los habitantes esclavizados o exiliados.
Durante el siglo II a. C., los argivos fundaron sobre las ruinas de Micenas una koma, pequeña aldea fortificada dependiente de Argos. Los daños causados por la destrucción del 468 a. C. fueron parcialmente reparados. En un contexto de guerra entre Argos y la Liga Aquea, y más tarde con Esparta, la colina de Micenas se convirtió en parte integrante de una línea de fortificaciones argivas. No se sabe cuánto tiempo estuvo ocupado el sitio. Había sido abandonada progresivamente, hasta el punto de que cuando Pausanias viajó a Argólida, hacia el año 170 d. C., de Micenas solo quedaban «ruinas en las que aún se distinguían algunos restos de sus murallas y, entre otras cosas, una puerta con dos leones sobre ella, que se cree que fue hecha por los cíclopes».

### Redescubrimiento y excavaciones

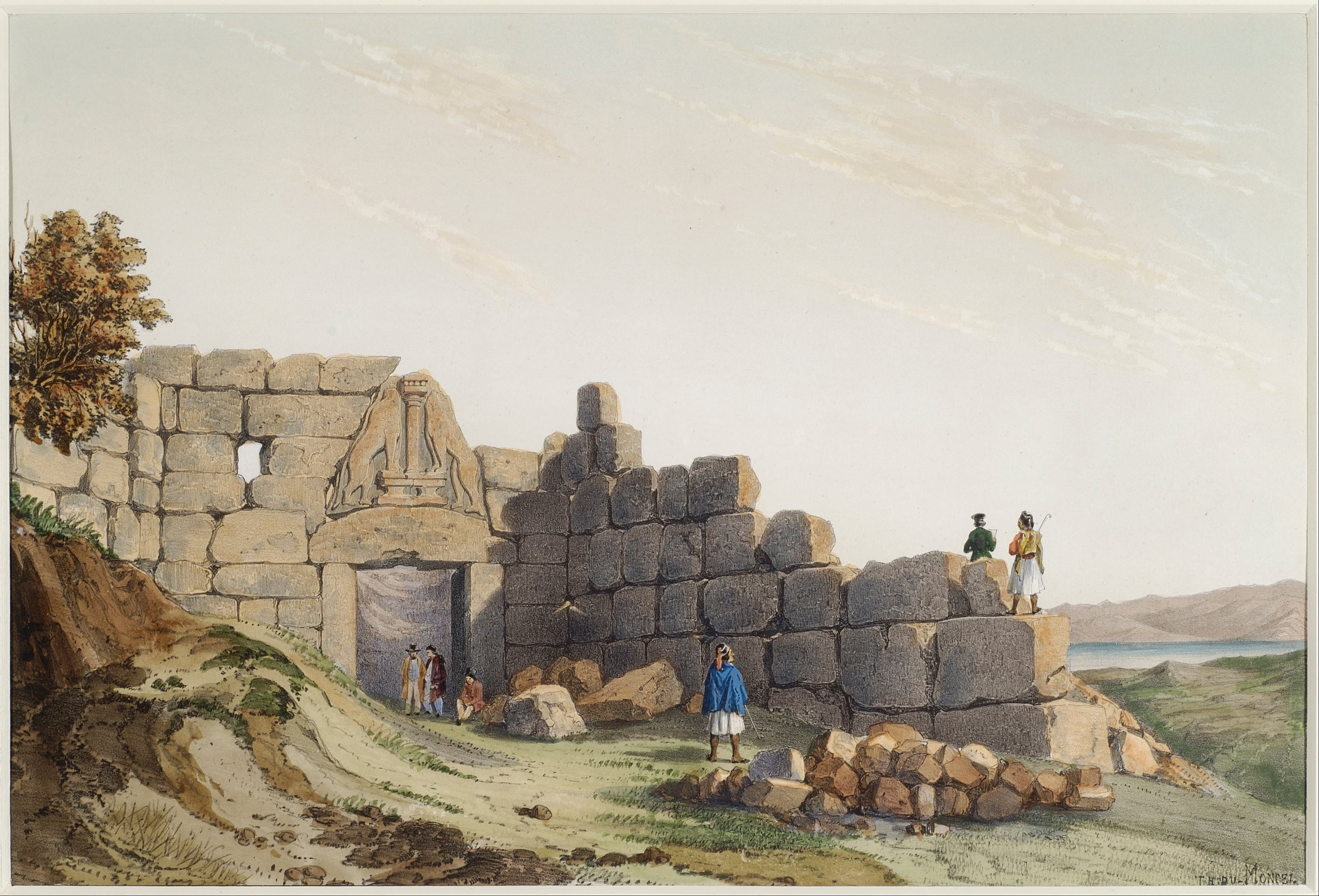
La porte des Lions à Mycènes, de Théodosius du Moncel, 1845.

En 1700, los restos de la ciudad fueron descritos por un ingeniero veneciano, Francesco Grimani, al servicio del reino de Morea, que identificó la Puerta de los Leones utilizando la descripción de Pausanias. A partir del siglo XVIII, muchos viajeros visitaron el lugar y las primeras "excavaciones" comenzaron a principios del siglo XIX, en particular bajo el impulso de Thomas Bruce Elgin y Howe Browne, que saquearon las ruinas de varios centenares de objetos.
Con la independencia de Grecia, el yacimiento quedó bajo la protección de la Sociedad Arqueológica de Atenas en 1837. En 1840, Kyriákos Pittákis fue enviado a Micenas para despejar la Puerta de los Leones y el patio que la precedía.
En 1874, el arqueólogo alemán Heinrich Schliemann comenzó a excavar el yacimiento, centrándose en las tumbas cercanas a la Puerta de laos Leones. Christos Tsountas organizó las primeras excavaciones sistemáticas del yacimiento, que dirigió de 1886 a 1902. El proyecto pasó entonces a depender de la Escuela Británica de Atenas, que había realizado importantes descubrimientos en Creta, bajo la dirección de Alan Wace de 1920 a 1923, luego en 1938 y, por último, de 1950 a 1955.
La Sociedad Arqueológica Griega reanudó sus propias excavaciones en 1950, bajo la dirección de Ioannis Papadimitriou. De 1957 a 1969, la Escuela Británica de Atenas y la Sociedad Arqueológica Griega llevaron a cabo excavaciones conjuntas bajo la dirección de Lord William Taylour y Georgios Mylonas. Los griegos excavaron sistemáticamente las fortificaciones y sus alrededores, lo que permitió establecer fechas precisas y fiables para las distintas fases de ocupación y expansión. De 1985 a 2013, las excavaciones fueron dirigidas por Elizabeth French, por parte británica, y Spýros Iakovídis, por parte griega.
Micenas, de la que las fortificaciones son un rasgo característico, es parte del conjunto «Sitios arqueológicos de Micenas y Tirinto», inscrito desde 1999 en la Lista del Patrimonio Mundial de la UNESCO.

## Características del recinto

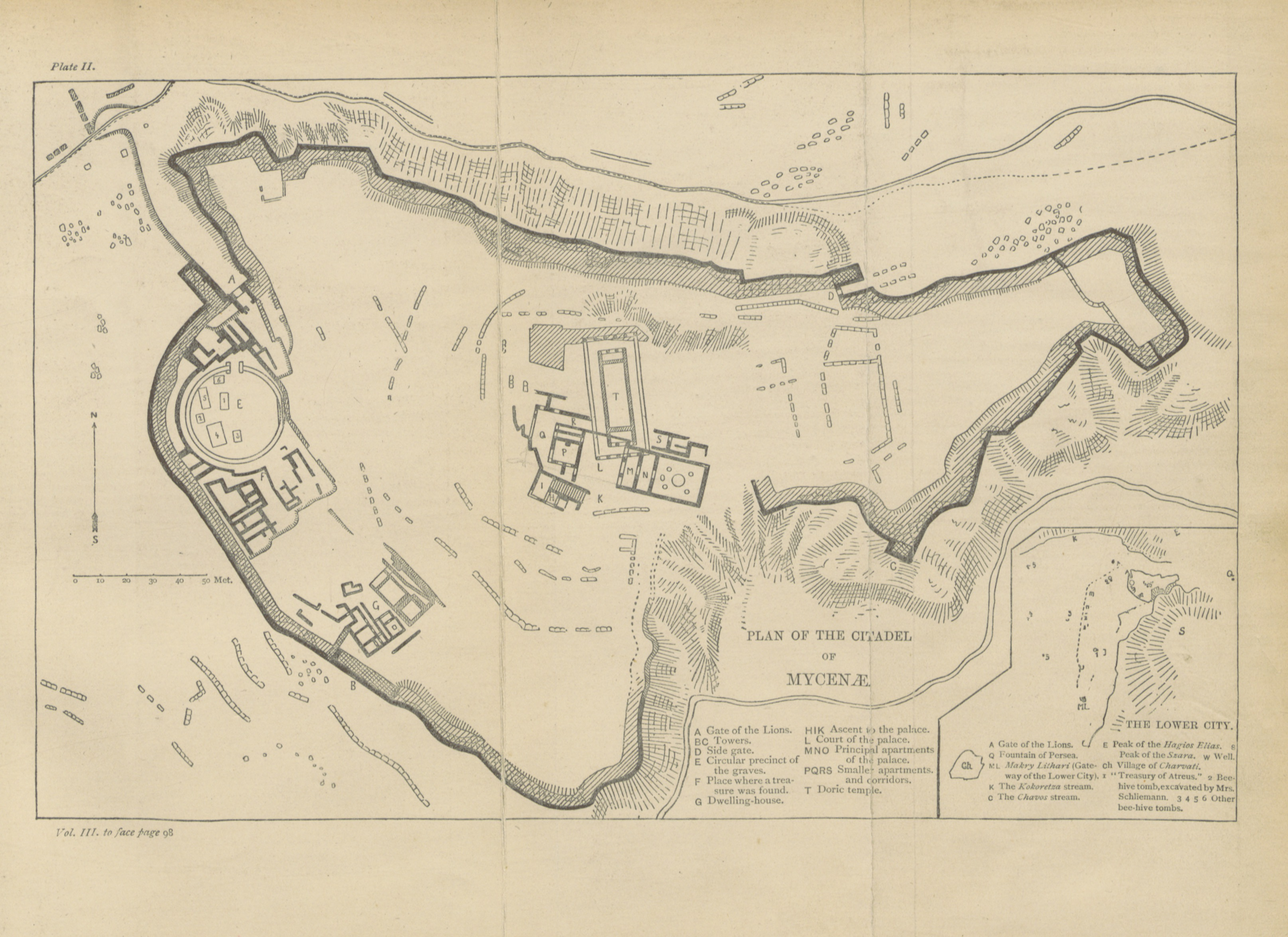
Plano de las ruinas de la ciudad de Micenas y sus fortificaciones (publicado en 1898).

Las gigantescas murallas de Micenas se conocen como murallas ciclópeas. Estas altas e imponentes murallas se diseñaron no solo para ofrecer los máximos obstáculos a los atacantes, sino también de plantearse siquiera un ataque. La arqueología —en particular los trabajos de la Sociedad Arqueológica de Atenas bajo la dirección de George Mylonas entre 1958 y 1963— ha demostrado, mediante el estudio de la cerámica contenida en las murallas, que la construcción de las murallas tuvo lugar en tres fases: un primer recinto amurallado hacia el 1340 a. C., luego un segundo hacia el 1250 a. C. y, por último, un tercero hacia el 1200 a. C., es decir, una construcción repartida entre el Heládico reciente IIIA y IIIB. Todas las murallas que rodean la ciudad datan de la época micénica, a excepción de algunos tramos restaurados en el siglo II a. C. Aún se conservan en todo el recinto, —a excepción de una sección del muro sur que se derrumbó en el Chavos durante un corrimiento de tierras, llevándose consigo parte del megaron del palacio— y forman el sistema de fortificación mejor conservado del periodo micénico.
El trazado de las murallas sigue el afloramiento rocoso a lo largo de un perímetro de unos 900 metros, abarcando la cima de la colina sobre la que se asienta la ciudad, en una superficie de unos 30 000 m2. La ciudad tiene dos entradas, ambas protegidas por un bastión. La Puerta de los Leones, al oeste de la muralla, es la entrada principal. Una segunda puerta en la muralla norte se conoce desde Heinrich Schliemann como la "Puerta de la Poterna"; Spýros Iakovídis prefiere el nombre de "Puerta Norte", ya que hay dos pequeñas poternas al este del recinto.

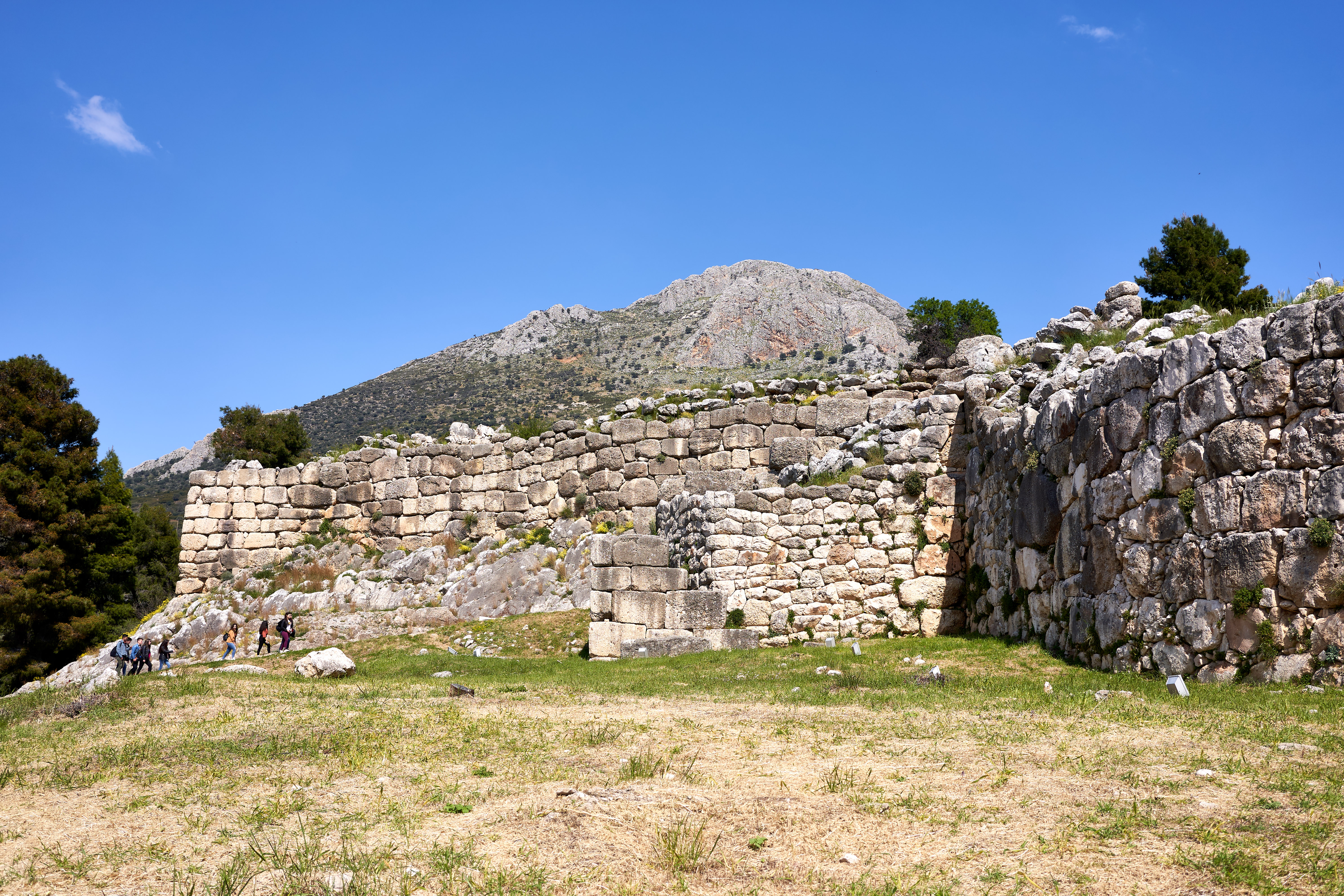
El ángulo noroeste del recinto reúne los tres tipos de aparejo encontrados en el yacimiento. A la derecha, el muro oeste en puro estilo ciclópeo: superposición de grandes piedras toscamente talladas. A la izquierda, la sección de la muralla norte que se aproxima a la Puerta de los Leones] está cubierta de mampostería poligonal, una reparación que data del.

La muralla tiene entre 5 y 8 metros de espesor. Se desconoce su altura, ya que no se ha conservado la parte superior de la muralla en ningún punto. Los restos más altos del periodo micénico alcanzan una altura de 8,25 m cerca del Círculo de tumbas A. Un elemento de mampostería poligonal del siglo II a. C., tiene 18 metros de altura, por lo que se denomina "torre poligonal", aunque no sobresale de la línea de la muralla. Wace vio esto como una indicación de la altura original de las paredes  pero Mylonas señala que no podemos estar totalmente seguros. Es imposible saber si las murallas estaban coronadas por una empalizada o por un conjunto de cresterías. A diferencia de Tirinto, no hay galerías ni casamatas en la muralla  pero al menos tres almacenes y pasillos han sido cortados en la pared norte, probablemente imitando la disposición de Tirinto. Estas piezas no datan de la fase de construcción de esta muralla, pero podrían ser contemporáneas de la ampliación noreste, es decir, en torno al 1200 a. C.
Las murallas están construidas en aparejo ciclópeo característico de la arquitectura micénica: grandes bloques de piedra caliza, tosca o incluso sin tallar, apilados unos sobre otros, con los huecos rellenados con piedras más pequeñas y arcilla. Este conjunto forma los muros interior y exterior de la muralla, estando el interior compuesto por piedras más pequeñas, tierra y grava. Un espacio dejado sin aparejar a lo largo del interior de la muralla, formando un períbolo, tenía probablemente por objeto impedir las comunicaciones secretas entre el interior y el exterior del recinto por parte de atacantes o traidores. Este períbolo fue ocupado paulatinamente por nuevos edificios hasta el período helenístico.
Al llegar a las dos puertas de la muralla, los muros están cubiertos de un paramento pseudoisódomo de conglomerado. Estas piedras a veces se tallaban con una sierra, la mayoría de las veces con una maceta. Aunque estos bloques son ligeramente más pequeños que los ciclópeos, son sin embargo muy grandes: uno de ellos, cerca de la Puerta de los Leones, mide 3 m de largo y 1,90 m de alto. Este aparejo también se encuentra en la esquina sureste del recinto, cerca de la Casa de las Columnas. Para Christos Tsountas y Alan Wace, la función de este paramento es dar majestuosidad y dignidad a las murallas y ofrecer a los atacantes que intentan escalarlas menos puntos de apoyo que las murallas ciclópeas, que contienen más intersticios. Según Elizabeth French, el color amarillo ocre del conglomerado recién cortado podría ser uno de los orígenes del epíteto «Micenas [la] dorada», que aparece en Homero.
El aparejo poligonal es el tercer tipo de construcción presente en el yacimiento: no data del periodo micénico, contrariamente a lo que pensaba Heinrich Schliemann, sino del período helenístico. Se trata de un conjunto de bloques sueltos ensamblados, unidos por el carácter poligonal de las piedras. Se puede ver en tres lugares: en la esquina noreste del recinto, en el bastión de la Puerta de los Leones y en el centro del muro sur. Se utilizó en el siglo II a. C. para reparar tramos muy dañados de la muralla, sobre todo cuando la ciudad fue tomada por los argivos en el 468 a. C.

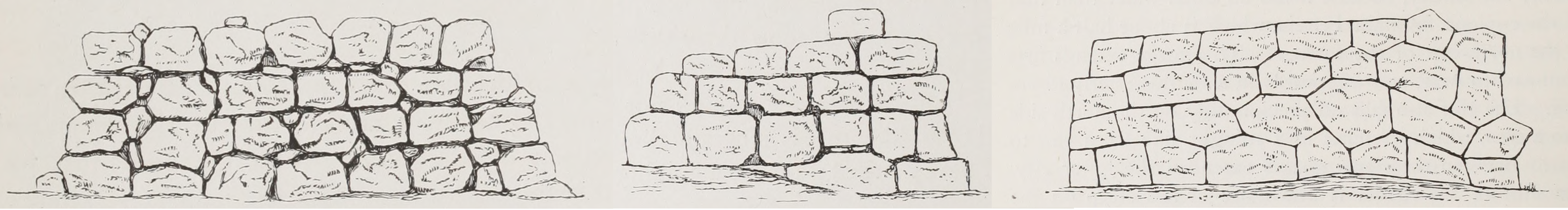
Los tres tipos de muralla presentes en las fortificaciones de Micenas. A la izquierda, el aparejo ciclópeo. En el centro, el aparejo pseudoisódomo. A la derecha, la mampostería poligonal.

### Primer recinto

Plano del primer recinto.
Muros subsistentes
Muros presuntos o en ruinas
A: Círculo de tumbas A
B: Supuesta ubicación de la puerta principal
C: Poterna

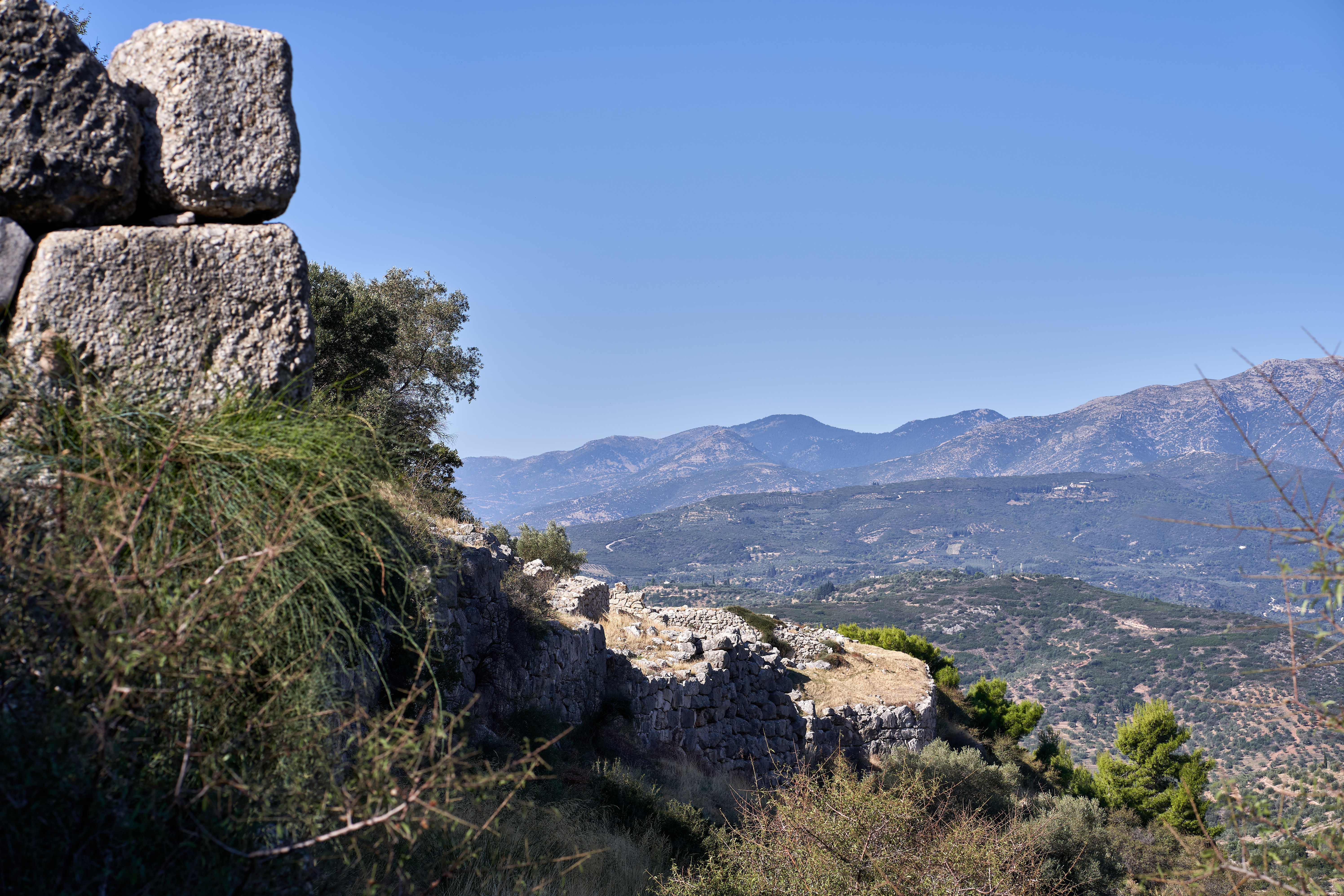
Restos del muro norte de las fortificaciones de Micenas.

El primer recinto se construyó durante el Heládico reciente IIIA2 , hacia 1340 a. C.. Aunque se han conservado el muro norte y parte del muro sureste, la mayor parte del muro sur fue demolida cuando el recinto se amplió hacia el suroeste en torno al 1250 a. C. Según Mylonas, el trazado de la primera muralla pudo basarse en el de un períbolo construido alrededor de la colina de Micenas.
El muro del primer recinto tiene la particularidad de seguir exactamente el contorno de la roca caliza sobre la que está construido, sin la menor desviación. Por ello, el muro presenta varios cambios bruscos de dirección. Tras seguir el barranco de Chavos, el muro se doblaba hacia el oeste a la altura del palacio, lo rodeaba por el sur y, continuando el contorno de la roca, llegaba al extremo noroeste, donde hoy se encuentra la Puerta de los Leones, dejando el círculo de tumbas A fuera del recinto.
La puerta de entrada principal de la ciudad se encontraba en este tramo de muralla, que fue demolido a mediados del siglo XIII a. C., aunque su ubicación exacta es difícil de determinar. Tsountas estimó que la puerta se encontraba en el centro de la muralla sur, en la continuación de la rampa que conduce de la actual Puerta de los Leones al palacio, e indicó que había encontrado grandes bloques que debían de formar parte de esta puerta. Las excavaciones realizadas en las décadas de 1950 y 1960 no hallaron estos bloques, pero sí descubrieron rastros de tres rampas anteriores bajo la rampa actual, justo al norte del círculo A. Las dos más antiguas, que datan de los períodos Heládico medio y tardío, ascendían en dirección sur-norte, al contrario que la rampa actual. Las dos más antiguas, que datan del Heládico medio y el Heládico reciente, ascendían en dirección sur-norte, la opuesta a la rampa actual. Según Mylonas, la puerta principal debía de estar a la altura de la Puerta de los Leones, pero al otro lado de la muralla ciclópea original, que se detiene en este punto. Así pues, la vía de acceso venía del oeste, bordeando el círculo de tumbas A por el sur y luego hacia el norte para llegar a la puerta de la ciudad por las murallas. Iakovidis, que continuó excavando el yacimiento después de Mylonas, se muestra menos firme que su predecesor, aunque reconoce que esta es la única hipótesis que combina todos los datos disponibles  (emplazamiento de las rocas, superposición e inclinación de las rampas).
En la esquina noreste de la fortificación original existía una segunda puerta, probablemente una poterna.

### Segundo recinto

Plano del segundo recinto de la ciudadela de Micenas (c. 1250 a. C., HF-IIIB).
Muros subsistentes
Muros supuestos o en ruinas
A: Círculo de tumbas A
B: Puerta de los Leones
C: Puerta de la Poterna o Puerta Norte

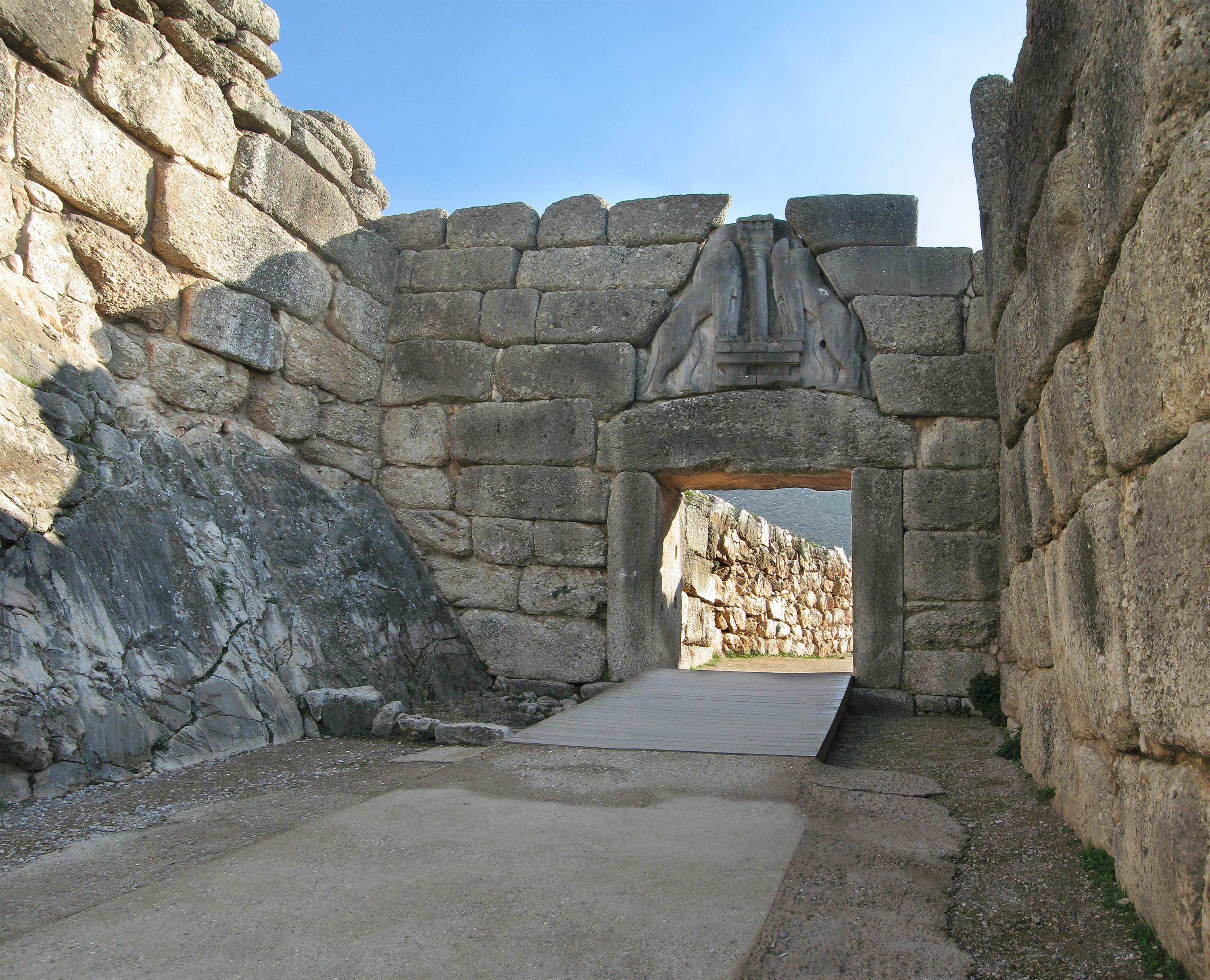
La monumental Puerta de los Leones, nueva puerta principal de Micenas tras la ampliación de las fortificaciones.

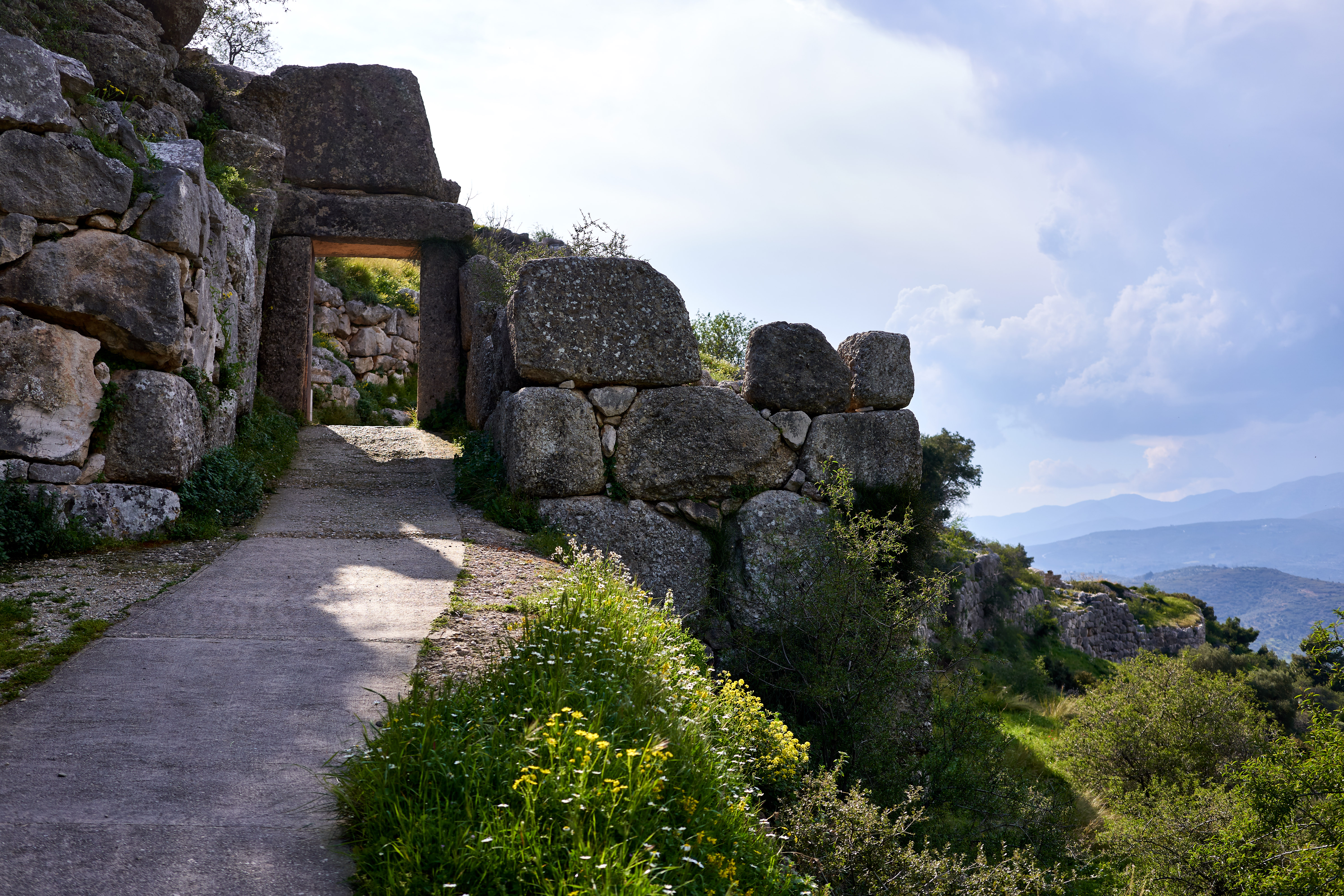
Puerta de la Poterna o Puerta Norte, en la muralla norte.

La construcción de la segunda muralla hacia 1250 a. C. coincidió con el apogeo del poder de Micenas. El muro sur de la fortaleza, desde la puerta hasta el Chavos, fue demolido y reconstruido entre 50 y 60 metros más al oeste y al sur, aumentando la superficie fortificada en casi un 40%. La construcción más impresionante fue la monumental Puerta de los Leones, la nueva puerta principal de la ciudad. Se trata de una estructura maciza e imponente, formada por cuatro monolitos que forman una abertura de 3,10 m metros de alto y 2,95 m de ancho. La anchura se va reduciendo con la altura, hasta los 2,78 m del dintel. El aspecto monumental y único de la puerta está garantizado por una losa de piedra caliza esculpida colocada en el hueco del triángulo de descarga. Este relieve representa a dos leones rampantes enfrentados a ambos lados de una columna, con las patas delanteras apoyadas en dos altares bicóncavos. Es la escultura monumental más antigua de Grecia. Entre las diversas explicaciones del simbolismo de los leones, la columna y el doble altar, algunos han propuesto una función puramente decorativa o religiosa—los leones protegerían un santuario o a la familia real— o heráldica —los leones representan la alianza de dos familias reales o dos reinos. Esta representación no es única ni la primera de este tipo, y aparece grabada en varias joyas y anillos minoicos y micénicos, así como en varios frescos minoicos.
Se construyó un imponente bastión rectangular de 14,80 m de largo y 7,23 m de ancho para formar un patio de dimensiones similares que conducía a la propia puerta. Este sistema limitaba el número de atacantes frente a la puerta e implicaba que los asaltantes podían ser atacados desde el bastión por su derecha, su lado más vulnerable al llevar el escudo en el brazo izquierdo. Un dispositivo idéntico protege la otra puerta de acceso a la ciudad, la Puerta de la Poterna, en la muralla norte. El muro ciclópeo de este patio está recubierto con un paramento pseudoisódomo de conglomerado, para resaltar su grandiosidad. Sin embargo, los bloques de este paramento están desalineados, probablemente como consecuencia de uno o varios terremotos.
Con la construcción de la nueva puerta, la pendiente de la rampa se invirtió y pasó al norte del círculo de tumbas A, que ahora quedaba incluido en el recinto fortificado. Para Iakovidis, esta era una forma de que los reyes micénicos celebraran la memoria de sus antepasados.
A diferencia del muro norte, cuyos bloques están colocados directamente sobre la roca caliza, el muro oeste se apoya sobre una gruesa capa de mortero amarillento de arcilla, que descansa sobre el canto rodado de conglomerado. Para Mylonas, esta diferencia evidencia una innovación tecnológica durante el HR IIIB.
En el ángulo sureste de las fortificaciones, la muralla se reforzó con una nueva estructura pseudoisódoma para soportar la ampliación del palacio, en particular el complejo conocido como la Casa de las Columnas.
Perforado en el muro norte en un punto en el que marca un ligero retroceso hacia el sur antes de reanudar su curso hacia el este, Perforada en la muralla norte en un punto donde retrocede ligeramente hacia el sur antes de reanudar su curso hacia el este, la Puerta de la Poterna o puerta norte es una copia más pequeña de la Puerta de los Leones, aunque carece de triángulo de descarga. También está construida como un pseudoisódomo de conglomerado y protegida por un bastión. En general, se considera que la Puerta Norte es contemporánea de la construcción de la Puerta de los Leones y de la muralla occidental, En general, se considera que la puerta norte es contemporánea de la construcción de la Puerta de los Leones y de la muralla oeste, aunque puede ser ligeramente posterior.

### Tercer recinto

Plano del tercer recinto de la ciudadela de Micenas (c. 1200 a.C., HR-IIIB).
Muros subsistentes
Muros supuestos o en ruinas
A: Círculo de tumbas A
B: Puerta de los Leones
C: Puerta de la Poterna o Puerta Norte

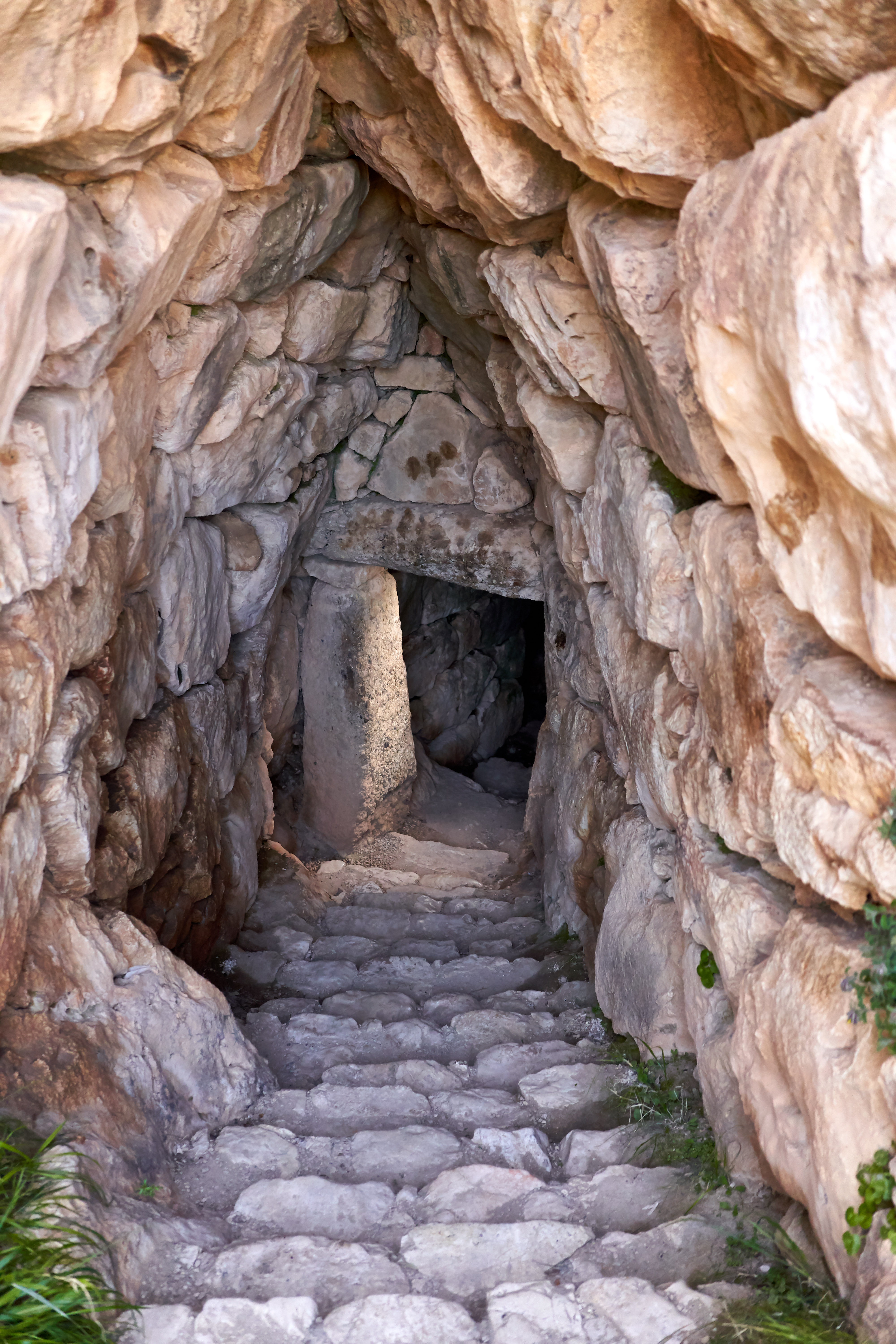
Escalera que conduce a la cisterna subterránea de Micenas.

A finales de Heládico reciente IIIB, unos cincuenta años después de la finalización de la segunda fase, las fortificaciones de Micenas experimentaron su última ampliación, en el extremo noreste del recinto. El objetivo era asegurar el suministro de agua de la ciudad en caso de asedio mediante una cisterna subterránea  que probablemente existía antes de la ampliación. Sin esta cisterna, los habitantes de Micenas habrían dependido de la lluvia en caso de asedio, ya que carecía de manantial en la colina. Este voluntad de proteger el suministro de agua también se observó en la misma época en Tirinto y Atenas.
Para proteger el acceso, el recinto se amplió en el punto noreste con un nuevo muro ciclópeo que, según Nikolaos Platón, forma una cabeza de perro. La cisterna se excavó en el suelo conglomerado justo fuera de los nuevos muros del noreste. El conglomerado es, de hecho, un material más blando y, por tanto, más fácil de excavar que la dura piedra caliza sobre la que está construido el primer muro. Este acceso consiste en una galería excavada directamente en el muro norte, que zigzaguea en tres tramos por el subsuelo hasta llegar a la cisterna a una profundidad de unos 18 m. El primer tramo de esta galería tiene diecinueve escalones de piedra caliza y termina en una puerta de conglomerado de diseño similar a la puerta norte. A continuación, un rellano rectangular da paso a una nueva puerta a la izquierda, que revela veinte nuevos escalones que descienden hacia el oeste. Un nuevo rellano da acceso a tres pequeños escalones orientados al norte, luego la galería gira en ángulo recto para descender hacia el este por 60 escalones hasta llegar a la cisterna.
La cisterna mide 1,60 m por 70 cm a una profundidad de 5 m, lo que da un volumen de 5 m3 Está alimentada por una red de tuberías de terracota que lo conecta con un manantial del arroyo Perseia, a unos cien metros de las murallas. Sus paredes, al igual que las de la tercera sección, están cubiertas con una gruesa capa de yeso, sirviendo así la tercera sección como prolongación de la cisterna.
A unos 2,50 m de la entrada a la galería, el muro norte está perforado por una poterna que permitía a los soldados micénicos salir y hostigar a un atacante que pudiera tener como objetivo la puerta norte o el túnel de acceso a la cisterna. A través del muro sur de la ampliación se creó otra poterna que conducía a una plataforma con vistas al Chavos, probablemente con fines tanto de distracción como de vigilancia. La poterna puede verse desde las laderas del monte Zara, al otro lado del Chavos, pero su pequeño tamaño, como el de la plataforma, facilitaba su defensa. También podría haberse situado una tercera posterna en el muro oriental de la nueva ampliación. Habría sido bloqueada en la época de la guerra contra los argivos, en el siglo V a. C..

### Destrucción, restauración y abandono definitivo

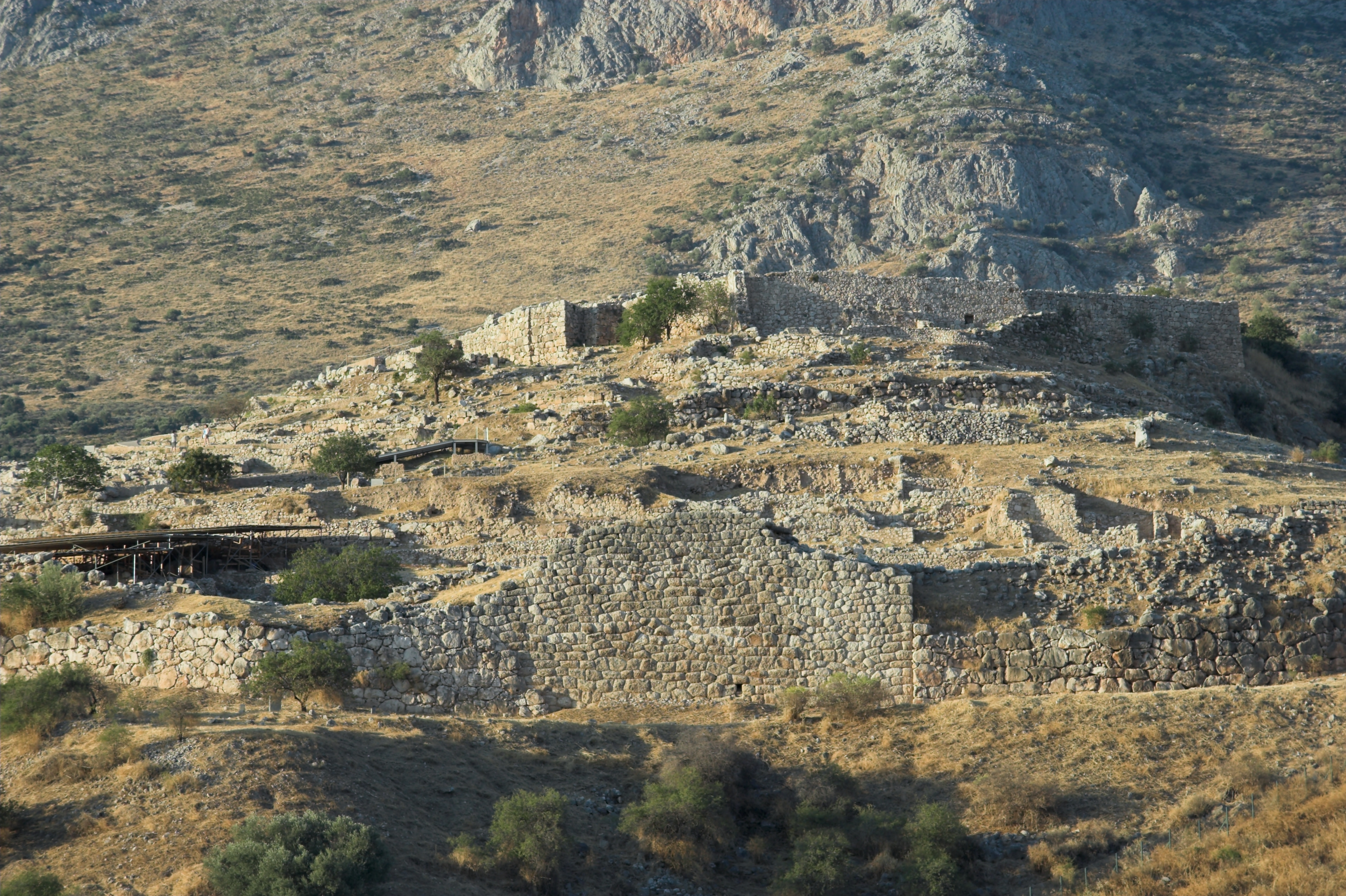
En primer plano, la torre poligonal, de 18 m de altura, dominada por las ruinas del palacio.

Tras la violenta destrucción a finales del periodo Heládico reciente IIIB, se desconoce el estado general de las fortificaciones, aunque el paramento del patio exterior de la Puerta de los Leones sufrió uno o varios terremotos. Los intersticios entre los bloques desplazados se rellenaron con pequeños trozos de piedra caliza toscamente tallada.
Se realizaron nuevos añadidos en el períbolo o en la propia muralla. Apoyado en la muralla, entre el círculo de tumbas A y la Puerta de los Leones, el "Granero" contiene una gran cantidad de cerámica datada en el Heládico Final IIIC y huellas de una violenta destrucción por incendio al final de este periodo. Los almacenes excavados en el noroeste de la muralla también muestran signos de ocupación en esta época.
Tras su destrucción a finales del periodo Heládico reciente IIIC, el yacimiento fue abandonado y reocupado de forma progresiva pero lenta. Tras participar en las guerras médicas, Micenas fue atacada por Argos, que tomó la ciudadela en el 468 a. C. Bajo asedio, la ciudad se vio obligada a rendirse debido a la hambruna. La resistencia de Micenas a los asaltos argivos puede explicar por qué los vencedores decidieron desmantelar las murallas de la ciudad. Las murallas no fueron completamente demolidas, pero los puntos fuertes del sistema defensivo, en particular los de las puertas, quedaron inutilizados.
En el siglo III a. C., el lugar fue reocupado por los argivos, que se dedicaron a restaurar la muralla. Todos los refuerzos de las murallas de las fortificaciones de Micenas se construyeron en el estilo poligonal característico del periodo helenístico. La más destacable de estas reparaciones fue la reconstrucción del bastión de la Puerta de los Leones. El nuevo bastión está constituido por pequeños bloques de piedra caliza ensamblados metódicamente. El muro forma una curva en lugar de un rectángulo. La torre poligonal también es un buen ejemplo de aparejo poligonal. Según Elizabeth French, esta reparación podría cubrir una hipotética puerta antigua destruida por los argivos. Otras partes del muro sur y el de la ampliación noreste también se repararon en aparejo poligonal.